# Dichagyris constanti
Dichagyris constanti is een vlinder uit de familie uilen (Noctuidae). De wetenschappelijke naam is voor het eerst geldig gepubliceerd in 1860 door Millière.
De soort komt voor in Europa.